# Sierra Chica de Zonda
La Sierra Chica de Zonda és un subsistema orogràfic pertanyent al cordó oriental de la Precordillera de San Juan del centre-oest de l'Argentina. Es localitza relativament en el centre sud de la província de San Juan. Porta el nom pel vent característic de l'àrea, el vent zonda. Són molt més antigues que els Andes (del Quaternari), es van formar en el Paleozoic i per la seva antiguitat estan fortament erosionades. Arriba a una extensió de 38 km en direcció nord sud, l'alçada mitjana del cordó és de 2.500 msnm aproximadament.
Entre els seus turons o serrals es troben els cims de Las Lajas amb els seus 1.754 msnm, el Rinconada amb 2.234 msnm i el Jaguar amb 1.600 msnm.
Cap a l'est es troba Valle del Tulum, el qual ho conforma al costat de la Sierra de Pie de Palo.
Algunes localitats al peu de les serres són Aberastain, La Rinconada, Carpintería i Quinto Cuartel.